# Carbazide

Structuurformule van difenylcarbazide.

De carbaziden vormen een stofklasse in de organische chemie. Ze kunnen beschouwd worden als N-aminogesubstitueerde derivaten van ureum. Ze kunnen bereid worden door een condensatiereactie van een carbonzuur met een hydrazine-derivaat.
Door de condensatiereactie van carbaziden met ketonen of aldehyden ontstaan carbazonen.

## Toepassingen
Carbaziden bezitten hoofdzakelijk toepassingen als indicatief reagens: difenylcarbazide wordt gebruikt als analytisch reagens bij de titratie van ijzer(II) met dichromaat. Hierbij wordt een nauwkeurig afgemeten hoeveelheid difenylcarbazide opgelost in azijnzuur en toegevoegd aan een ijzer(II)-oplossing, samen met een kleine hoeveelheid zoutzuur.Semicarbazide wordt als detectorreagens bij TLC ingezet: het is in staat om α-ketocarbonzuren te kleuren.